# Elvis Bratanović
Elvis Bratanović, slovenski nogometaš, * 21. avgust 1992, Celje.
Bratanović je slovenski profesionalni nogometaš, ki igra na položaju napadalca. Od leta 2024 je član švicarskega kluba SC Nebikon. Pred tem je igral za slovenska kluba Rudar Velenje in Domžale, češka kluba Teplice in Bohemians 1905, poljsko Niecieczo ter švicarske Neuchâtel Xamax, Sursee Schötz, Emmenbrücke in FC Rotkreuz. Skupno je v prvi slovenski ligi odigral 114 tekem in dosegel 28 golov. Bil je tudi član slovenske reprezentance do 17, 19, 20, 21 let in slovenske B reprezentance. 